# José Antonio Jainaga
José Antonio Jainaga (Bilbao, 1954) és un enginyer industrial i empresari basc, President i de l'empresa Sidenor des de 2016.
Nascut a Bilbao, va estudiar enginyeria industrial a la Universitat del País Basc. Va començar la seva trajectòria professional a Sener, per passar posteriorment a la multinacional francesa Michelin, on va arribar a dirigir la divisió de pneumàtics per a turismes a Europa, coordinant a més de 28.000 empleats.
El 1998 va tornar al país basc per treballar a Sidenor, on va entrar com a director general fitxat per Sabino Arrieta. El 2005 fou nomenat conseller delegat de l'empresa, que el 2006 fou adquirida per Gerdau.
El 2016Jainaga adquireix el control de Sidenor, iniciant una transformació i expansió del negoci que inclou la diversificació d'activitats per reduir la dependència del sector automotriu i la implementació d'estratègies per a la descarbonització de la producció, reflectint-ne el compromís amb la sostenibilitat ambiental. El 2024 el seu nom va arribar al públic generalista quan va fer pública la seva intenció d'adquirir participació a Talgo, el fabricant de trens espanyol, i el seu interès previ a Celsa.
També és fundador de Mirai Investments, una entitat que busca adquirir i millorar empreses amb potencial, evitant inversions en startups per centrar-se en negocis amb una trajectòria establerta però amb marge de millora. A nivell personal, Jainaga és un apassionat del futbol, seguidor de l'Athletic Club, i patrocinador del club Amorebieta.